# Pseudocellus franckei
Espèce
Pseudocellus franckei est une espèce de ricinules de la famille des Ricinoididae.

## Distribution
Cette espèce est endémique du Chiapas au Mexique. Elle se rencontre vers Motozintla à 2 388 m d'altitude sur le Cerro Boquerón.

## Description
Le mâle holotype mesure 3,50 mm et la femelle paratype 3,68 mm.

## Étymologie
Cette espèce est nommée en l'honneur d'Oscar F. Francke.

## Publication originale
- Valdez-Mondragón, Cortez-Roldán & Campuzano-Granados, 2020 : « On the Mexican ricinuleids: a new species of the genus Pseudocellus (Arachnida: Ricinulei: Ricinoididae) from the cloud forest of Chiapas, Mexico. » Revista Mexicana de Biodiversidad, vol. 91, no e913224, p. 1-12 (texte intégral).